# サイバースレッド
『サイバースレッド』 (CYBER SLED) は、1993年9月にナムコ（後のバンダイナムコエンターテインメント）より発売されたFPS / TPS形態のアーケードゲーム。
1995年1月27日にはプレイステーション用のソフトとして発売され（2013年6月26日よりゲームアーカイブスにて配信開始）、また2009年5月19日にはWiiのバーチャルコンソール用のソフトとして配信された。

## 概要
本作は3D対戦シューティングゲームと銘打たれているように、ツイン筐体を使って1対1での通信対戦が可能な対戦型FPSである。操作インターフェースには8方向に可動する操縦桿2本と、操縦桿に付いた2種類の攻撃ボタンという組み合わせを採用している。ゲーム画面は3DCGで描かれ、SYSTEM21基板を使用するアーケード版、およびWiiバーチャルコンソール版ではノンテクスチャーのポリゴンで描かれているが、プレイステーション版ではテクスチャマッピングが追加されている。
アーケード用FPSの代表作の一つとされ、ストイックなゲーム性が当時のプレイヤーに支持されたと言われる。同様のインターフェースを用いたシューティングゲームは過去にも『アサルト』などの前例があり、またポリゴンによる3DCGを用いた対戦可能なTPSという題材も本作独自のものではない。しかし、当時はまたポリゴンによる3DCG表現自体が目新しく、また対戦型格闘ゲームのブームを背景に2人対戦を前面に出した業務用のTPSという題材も、日本ではまだ馴染みが薄いものであった。公式な紹介記事でも当時の新奇さがアピールされている。
本作の「2本のボタンつき操縦桿(ツインスティック)、2台並んだ筐体による対戦を主眼としたTPS」という体裁は、後に株式会社セガの『電脳戦機バーチャロン』（1996年）も採用しているが、そのゲーム性は異なる。『バーチャロン』シリーズのプロデューサーである亙重郎が、本作のことを「撃ち合うのと同じくらいに、ある意味それ以上に、敵を探すことに時間を要するクールなゲーム」と評しているように、本作では障害物に身を隠しながらの戦いや、見失いがちな相手を視界内に捕らえ射界を確保するための攻防がゲーム上の重要な要素を占め、それが作品の主要な特徴やアピールポイントにもなっている。
1994年には本作のゲーム性を受け継ぐ続編『サイバーコマンド』が発表されている。

## ストーリー
時はAD2067年。退廃した未来都市で、人々は「闇の支配者」の興行の元、ビークルと呼ばれる未来風の戦車同士が、生死を賭けて勝敗を競う競技大会に熱狂していた。プレイヤーは大会の参加者となってビークルに乗り込み、莫大な賞金を目当てに、あるいは別の思惑や欲求に従って他の参加者とのバトルを勝ち抜き、最強の座を賭けてチャンピオンとの勝負に挑む。

## システム

### 操作方法
視点は一人称視点（FPS）、後方視点（TPS）のいずれかを任意に選択可能。プレイヤーは3DCGで描かれた戦闘フィールドの地上平面を前後左右に移動しつつ、敵と撃ち合い勝敗を競う。移動方向は2本の操縦桿のベクトルの合計によって決定され、また操縦桿を前後互い違いの方向に入れることで移動中もしくはその場での旋回を行うことができる。攻撃は操縦桿上部のボタンでミサイルを、トリガーで機銃を、それぞれ機体の正面に向けて発射する。移動と攻撃は同時に行うことができ、また移動しながら攻撃を行うことによるペナルティはない。
なお、プレイステーション版では方向キーとLRボタンによる旋回を組み合わせた操作や、ネジコンを用いた操作にも対応する。

### ルール
対戦相手もしくはコンピュータが操作する敵と1対1で戦う。攻撃によって敵にダメージを与え、相手のシールド残量を0にした側もしくは時間切れの際にシールド残量が多い側が勝者となる。2人対戦の場合は、一方が2セットを先取するまで勝負を繰り返す。
機銃は威力が低めだが一定時間で残弾が回復する。ミサイルは威力が高く追尾性能を持ち、またミサイル同士で相殺する性質を持つなど攻守共に重要な役割を持つが、発射後僅かな再装填時間が存在し連続発射が不可能であるほか、弾数に制限があり、残弾を回復するためにはフィールドに落ちているアイテムを回収しなければならない。戦闘フィールド上には他にも回復や妨害などの効果を持つアイテムが配置されており、接触することで回収することができる。画面上部にはレーダー画面が表示され、近距離にいる敵やアイテムの位置を確認することができる。
本作に登場するビークルは前後左右への移動は素早い半面、総じて旋回性能が低く視界外の敵に素早く向き直る手段を持っておらず、また正面にしか攻撃を撃つことができないため、相手の側面もしくは後方に回り込んだ側は大きな優位を得ることができる。一方で、戦闘フィールドには大きな障害物が乱立し、またレーダーは遠距離にいる敵の位置を捕捉することができず、加えて2人対戦では敵のレーダーを妨害するアイテムも存在するなど、敵を見失いやすい仕掛けが用意されている。

## ビークル
大会に出場する参加者たちが乗り込む戦闘マシン。それぞれ機動特性や防御力、ミサイルの積載数や再装填に必要な時間といった性能が異なっている。続編の『サイバーコマンド』に登場するビークルとは異なり、武装は全機体共通して機銃とミサイルで統一されており、また各機体にはパイロットのキャラクターが設定されている。

### プレイヤー用のビークル
プレイヤー用として使用可能なビークル。以下の6台のビークルから1台を選んでゲームを開始する。勝敗が決した際には自機パイロットの設定に即した勝ち台詞、負け台詞が表示される。
ファイヤーボール (M9-F33 FIRE BALL)
スピード - 3　ウェポン - 3　シールド - 3　武装 - Homing Missiles / Machine Guns
パイロット - マディソン・ホーク (Madison Hawk)
軽佻浮薄な新人パイロット、ホークが自らチューンしたバランス型の機体。攻守走共に平均的な性能を持つ。
ポーラースター (M11-AA POLAR STAR)
スピード - 4　ウェポン - 3　シールド - 2　武装 - Homing Missiles / Machine Guns
パイロット - マリー・ヤマモト (Marie Yamamoto)
優勝して組織に潜入することで「本当の仕事」を遂行するという目的を持つシルバーホーク隊員の女性、マリーの機体。やや装甲は薄いものの、横方向の機動性に優れる。
ケンタウロス2 (CENTAUR-2)
スピード - 1　ウェポン - 4　シールド - 5　武装 - Longrange Missiles / Longrange Guns
パイロット - ハンズ・ベアード (Hans Baird)
盗賊の親分、ハンズの機体。大型で鈍重だが極めて高い防御力を持ち、ミサイルの積載数も多い。
ジースパイダー (G-SPIDER)
スピード - 3　ウェポン - 4　シールド - 2　武装 - Homing Laser / Super Vulcan
パイロット - アマンダ・ベイツ (Amanda Bates)
シャドウナイツのリーダーを務める女性、アマンダの六脚型ビークル。機銃の性能が高く機敏な機動特性を持つが、防御力は低め。
ブルーライトニング (BLUE-LIGHTNING)
スピード - 5　ウェポン - 1　シールド - 1　武装 - Homing Laser / Motorized Cannon
パイロット - アラン・ストレイカー (Alan Striker)
名誉のために戦う忍者、アランの機体。前後方向の移動が特に高速な機動性特化型の機体で、防御力は極めて低く、ミサイルの積載数も少なめ。
クラッシャー (TX-601-S CRUSHER)
スピード - 2　ウェポン - 5　シールド - 2　武装 - Longrange Missiles / Gatling Guns
パイロット - レクサー・アイアンサイド (Rexer Ironside)
賞金よりも破壊行為を目的として大会に参加するレクサーの機体。攻撃力に偏った性能を持ち、ミサイルの積載数が多く連射性能に秀でる半面、機動性や防御力は低め。

### 敵のビークル
プレイステーション版のみ登場する敵専用ビークル。一定条件を満たすことで自機として扱うことができるが、パイロットの勝ち台詞、負け台詞、エンディングの台詞は用意されていない。
Z-ハンター (Z-HUNTER)
スピード - 3　ウェポン - 5　シールド - 2　武装 - Particle Shotgun / Machine Guns
パイロット - Roger Wolffang
本職の合間に資金を稼ぎに来た賞金稼ぎ、Rogerの機体。攻撃性能重視の性能を持つ。
マッドソルジャー (MAD SOLDIER)
スピード - 5　ウェポン - 3　シールド - 1　武装 - Homing Blaster / Super Vulcan
パイロット - Dr.Heintz
マッドサイエンティスト風の老人、Dr.Heintzが完成させた機体。機動力に優れ、攻撃性能の高いミサイルを持つ半面、防御力は極端に低い。自機として使用する場合はミサイルの積載数もたった2発と極端に少ない。
デストロイヤー (DESTROYER)
スピード - 2　ウェポン - 3　シールド - 4　武装 - Assault Cannon / Motorized Cannon
パイロット - Victor Rodrigues
とにかく戦うことに情熱を燃やす男、Victorの機体。横方向への機動性が低い半面、防御力が重視されている。
スティールナイト (STEEL KNIGHT)
スピード - 2　ウェポン - 2　シールド - 5　武装 - Homing Laser / Longrange Guns
パイロット - Sylphy Chrysler
執事を連れた猫耳姿の女性、Sylphyの機体で、ピンクのカラーリングが特徴。攻撃性能は低くレスポンスも鈍い半面、防御力に特化されており、またミサイルの積載数も多め。
カニ-C20 (KANI-C20)
スピード - 4　ウェポン - 2　シールド - 4　武装 - Claw Blaster / Machine Guns
パイロット - Kyotaro Kanimura
優勝賞金でカニ料理店のチェーン展開を目論むKyotaroの機体で、カニを模した外見が特徴。横方向の機動性に優れ防御力も高い半面、前後方向の機動力が極端に劣悪という機動特性を持つ。

### ボスキャラクター
敵専用のビークル。自機としての使用は不可能。
MM240-X5 LANDMASTER
スピード - 5　ウェポン - 5　シールド - 5　武装 - 不明
パイロット - Damon Hargley
大会のチャンピオンであるDamonが搭乗する大型のビークル。攻守走共に圧倒的な性能を誇る。
本作のラスボス。

## その他
- プレイステーション版のCD-ROMにはCD-DAでゲーム内のアナウンスや各ステージのBGMが収録されている。
- プレイステーション版は1Pプレイ時は30fps、画面上下2分割の2Pプレイ時は20fpsで動作する。

## サウンドトラック
- ナムコ・ゲームサウンド・エクスプレスVol.10「CYBER SLED」

小冊子に開発時のエピソードが掲載されている。
- 細江慎治WORKS VOL.5

「CYBER SLED」「CYBER COMMANDO」「STARBLADE」のカップリング。